# Hanns Jana
Hanns Jana (ur. 18 lipca 1952 w Tauberbischofsheim) – niemiecki szpadzista reprezentujący RFN, srebrny medalista igrzysk olimpijskich i dwukrotny medalista mistrzostw świata.
Na igrzyskach olimpijskich w Montrealu w 1976 roku reprezentacja RFN w składzie: Jürgen Hehn, Volker Fischer, Alexander Pusch, Reinhold Behr i Hanns Jana zdobyła drużynowo kolejny srebrny medal. W rywalizacji indywidualnej nie startował. Był to jego jedyny start olimpijski.
Wystartował na mistrzostwach świata w Budapeszcie w 1975 roku, gdzie razem z Elmarem Beierstettelem, Hansem-Jürgenem Hehnem, Reinholdem Behrem i Alexandrem Puschem zdobył srebrny medal. Ponadto podczas mistrzostw świata w Melbourne w 1979 roku wspólnie z Alexandrem Puschem, Elmarem Borrmannem i Christianem Adriansem zdobył srebrny medal w zawodach drużynowych.